# Luzenac AP
Luzenac AP (celým názvem Luzenac Ariège Pyrénées) je francouzský fotbalový klub z obce Luzenac na jihu Francie v Pyrenejích. Byl založen v roce 1936, klubové barvy jsou modrá a červená.
Luzenac je obec s cca 650 obyvateli (k dubnu 2014). V sezoně 2013/14 si klub zajistil postupové místo v třetí francouzské lize Championnat National a choval naději stát se nejmenším klubem, který by byl býval působil v druhé francouzské lize Ligue 2. Nicméně klubu nebyl Francouzskou fotbalovou federací povolen postup kvůli stadionu, který nesplňoval parametry pro druhou ligu. Nepomohla ani intervence jednoho z představitelů Luzenac AP a bývalého francouzského reprezentanta Fabiena Bartheze. Luzenac AP byl nucen rozpustit A-tým a hrát v sezóně 2014/15 pouze s rezervním týmem v sedmé francouzské lize.

## Názvy klubu
- 1936–1992: Union Sportive des Talcs de Luzenac
- 1992–2012: Union Sportive Luzenac
- 2012–: Luzenac Ariège Pyrénées